# Put putujem
Put putujem peti je studijski album hrvatskog pop sastava Magazina, koji je izašao 1986. godine. Objavila ga je diskografska kuća Jugoton. Objavljen je na LP-u i kazeti.
Album je producirao i aranžirao Mato Došen. Glazbu su napisali Tonći Huljić i Zdenko Runjić, a stihove Nenad Ninčević, Krste Juras i Vjekoslava Tolić.

## Popis pjesama
Podatci prema:
Prvih pet pjesama je na A strani, a drugih šest na B strani.
| Br. | Skladba                       | Trajanje |
| --- | ----------------------------- | -------- |
| 1.  | »Put putujem«                 |          |
| 2.  | »Sanjam«                      |          |
| 3.  | »Nakon mnogo godina«          |          |
| 4.  | »Zna srce, zna«               |          |
| 5.  | »Idi«                         |          |
| 6.  | »Sve bi seke ljubile mornare« |          |
| 7.  | »Boli me«                     |          |
| 8.  | »Nataša«                      |          |
| 9.  | »Dva zrna grožđa«             |          |
| 10. | »Igraju, igraju«              |          |
| 11. | »Odlazak«                     |          |